# Dirk Frimout
Dirk Dries David Damiaan Frimout, Visconde Frimout (Poperinge, 21 de março de 1941) foi o primeiro belga a ir ao espaço, a bordo do ônibus espacial Atlantis, em 1992.
Formado em engenharia eletrotécnica e física aplicada, Frimout trabalhou na Agência Espacial Europeia entre 1978 e 1984, em atividades ligadas ao desenvolvimento do Spacelab-1. Em 24 de abril de 1992, foi ao espaço a bordo da nave Atlantis, como especialista da missão STS-45, permanecendo nove dias em órbita com a tripulação, acoplado ao Spacelab, realizando diversos experimentos científicos.
Após seu voo espacial pioneiro, no qual passou 214 horas no espaço, Frimout foi agraciado com o título de Visconde pelo rei Balduíno da Bélgica.